# Marguerite – A tökéletlen hang
A Marguerite – A tökéletlen hang (eredeti cím: Marguerite) 2015-ben bemutatott belga–francia–cseh film, amelyet Xavier Giannoli rendezett.
A forgatókönyvet Xavier Giannoli és Marcia Romano írta. A producerei Artemio Benki,Olivier Delbosc és Marc Missonnier. A főszerepekben Catherine Frot, André Marcon, Denis Mpunga, Michel Fau és Christa Theret láthatók. A film zeneszerzője Ronan Maillard. A film gyártója a La Banque Postale 8, a Canal+, a CNC, az Eurimages, a Fidélité Films, a France 3 Cinéma, a France Télévisions, a Scope Pictures és a Sirena Film, forgalmazója a Memento Films Distribution. Műfaja filmdráma és filmvígjáték.
Franciaországban 2015. szeptember 16-án, Csehországban 2015. szeptember 24-én mutatták be a mozikban.

## Szereplők
| Szereplő           | Színész          | Magyar hang       |
| ------------------ | ---------------- | ----------------- |
| Marguerite Dumont  | Catherine Frot   | Pápai Erika       |
| Georges Dumont     | André Marcon     | Harsányi Gábor    |
| Madelbos           | Denis Mpunga     | Schneider Zoltán  |
| Atos Pezzini       | Michel Fau       | Mészáros Máté     |
| Hazel              | Christa Theret   | Tornyi Ildikó     |
| Lucien Beaumont    | Sylvain Dieuaide | Szatory Dávid     |
| Kyrill Von Priest  | Aubert Fenoy     | Fehér Tibor       |
| Félicité la barbue | Sophia Leboutte  | Farkasinszky Edit |
| Diego              | Théo Cholbi      | Sándor Péter      |
| Françoise Bellaire | Astrid Whettnall | Vándor Éva        |
| A doktor           | Vincent Schmitt  | Kálid Artúr       |
| Ezredesné          | Martine Pascal   | Andai Györgyi     |
| Monsieur Taupe     | Jean-Yves Thual  | Gyabronka József  |
| Charles            | TBA              | Uri István        |
| Katona             | TBA              | Várkonyi András   |